# Covid-19-Gesetz
Das Bundesgesetz über die gesetzlichen Grundlagen für Verordnungen des Bundesrates zur Bewältigung der Covid-19-Epidemie, kurz Covid-19-Gesetz, ist ein Bundesgesetz der Schweizerischen Eidgenossenschaft, das am 25. September 2020 von der Schweizerischen Bundesversammlung verabschiedet wurde. Dieses Gesetz bildete zusammen mit dem Epidemiengesetz die Grundlage für gesundheitspolizeiliche Massnahmen im Zusammenhang mit der Bekämpfung von COVID-19 und für Massnahmen zur Abfederung der negativen Folgen für Wirtschaft und Gesellschaft. Die COVID-19-Impfung ist nicht Gegenstand des Gesetzes, sondern wird durch das Epidemiengesetz geregelt. Das Covid-19-Gesetz wurde am 18. Dezember 2020, am 19. März 2021, am 18. Juni 2021, am 17. Dezember 2021 und am 16. Dezember 2022 geändert; sowohl die erste Fassung als auch die folgenden Änderungen wurden als dringlich erklärt und am Folgetag nach dem Parlamentsbeschluss in Kraft gesetzt. Gegen die erste Fassung vom 25. September 2020, gegen die Änderung vom 19. März 2021 und gegen jene vom 16. Dezember 2022 sind fakultative Referenden zustande gekommen. Alle drei Referenden waren nicht erfolgreich. Das Gesetz vom 25. September 2020 wurde in der Volksabstimmung vom 13. Juni 2021, die Gesetzesänderung vom 19. März 2021 in der Volksabstimmung vom 28. November 2021 und die Änderung vom 16. Dezember 2022 in der Volksabstimmungen vom 18. Juni 2023 angenommen.

## Gesetz vom 25.September 2020

### Botschaft des Bundesrates
Um die COVID-19-Pandemie in der Schweiz zu bewältigen, erliess der Bundesrat ab dem 13. März 2020 verschiedene Verordnungen, die sich auf das Epidemiengesetz oder Art. 185 Absatz 3 der Bundesverfassung (sogenanntes Notrecht) stützen. Soweit der Bundesrat Notrecht erliess, musste er nach Art. 7d Absatz 2 Buchstabe a des Regierungs- und Verwaltungsorganisationsgesetzes innerhalb von sechs Monaten nach Inkrafttreten der Verordnung der Bundesversammlung eine Botschaft mit dem Entwurf einer gesetzlichen Grundlage für den Inhalt der Verordnung oder einen Entwurf einer Verordnung der Bundesversammlung unterbreiten, welche die Verordnung des Bundesrates ersetzt. Ansonsten würde die Verordnung des Bundesrates nach sechs Monaten ausser Kraft treten. Damit die Massnahmen in Kraft bleiben konnten, unterbreitete der Bundesrat am 12. August 2020 den Entwurf des Covid-19-Gesetzes. Artikel 1 des Gesetzes legt den Regelungsgegenstand fest: Einerseits die besonderen, das heisst von der ordentlichen Gesetzgebung abweichenden Befugnisse des Bundesrates zur Bewältigung der COVID-19-Epidemie und andererseits seine ausserordentlichen Kompetenzen zur Bewältigung der Auswirkungen dieser Bekämpfungsmassnahmen auf Gesellschaft, Wirtschaft und Behörden. Der Bundesrat sollte verpflichtet werden, die Kantone in die Erarbeitung von Massnahmen einzubeziehen, die ihre Zuständigkeit betreffen. Die anschliessenden Artikel legten die Sachgebiete fest, in denen dem Bundesrat besondere Befugnisse eingeräumt werden sollen: Dazu gehörten Massnahmen zur Sicherung der Gesundheitsversorgung und zum Arbeitnehmerschutz, Massnahmen im Ausländer- und Asylbereich, Abweichungen von verfahrensrechtlichen Gesetzesbestimmungen zur Gewährleistung von Verfahrensgarantien (zum Beispiel Stillstand von Fristen oder elektronische Durchführung von Generalversammlungen von Aktiengesellschaften), Unterstützung von Kulturschaffenden und Medien sowie die Ausrichtung von Entschädigungen für den Erwerbsausfall (Arbeitslosigkeit oder Kurzarbeit) von Personen, die ihre Erwerbstätigkeit aufgrund von Massnahmen im Zusammenhang mit der Bewältigung der Pandemie unterbrechen müssen. Der Entwurf sah darüber hinaus Strafbestimmungen für vorsätzliche oder fahrlässige Verstösse gegen Massnahmen in den Bereichen der Gesundheitsversorgung und des Arbeitnehmerschutzes vor. Die Geltungsdauer des Gesetzes sollte bis Ende 2021 befristet werden, mit Ausnahme der bis Ende 2022 befristeten Abweichungen vom Arbeitslosenversicherungsgesetz.

### Beratungen des Parlaments
Das Parlament hat das Gesetz ausführlich diskutiert und brachte zahlreiche Änderungsvorschläge ein: Im Nationalrat wurden zum Beispiel in der ersten Behandlungsrunde neben Anträgen der SVP für Nichteintreten und für Rückweisung an die Kommission zehn Anträge der vorberatenden Kommission, 31 Anträge von Kommissionsminderheiten und 27 weitere Anträge einzelner Ratsmitglieder eingereicht. Trotz der ausführlichen Beratung, die bis zur Einigungskonferenz dauerte, fand das Gesetz in den Schlussabstimmungen am 25. September 2020 grossmehrheitlich Zustimmung: Der Nationalrat nahm es mit 153 zu 36 Stimmen (bei sechs Enthaltungen) und der Ständerat gar einstimmig an. Die ablehnenden Stimmen und Enthaltungen im Nationalrat stammten alle von Mitgliedern der SVP-Fraktion. Das Gesetz wurde als dringlich erklärt und am folgenden Tag in Kraft gesetzt.
Die befürwortende Parlamentsmehrheit machte vor allem geltend, dass damit das Notrecht in ordentliches Recht zurückgeführt und somit die demokratische Kontrolle des Parlaments und des Volkes wiederhergestellt werde. Eine Ablehnung des Gesetzes habe zur Folge, dass die Notrechtsverordnungen des Bundesrates und damit insbesondere auch die Massnahmen zur Unterstützung der von der Pandemie betroffenen Personen hinfällig würden. Die ablehnende Minderheit des Nationalrates argumentierte, dass dem Bundesrat keine Blankovollmacht ausgestellt werden dürfe, sondern dass das Parlament die nötigen Massnahmen mit ordentlichen, dem fakultativen Referendum unterstellten Gesetzen erlassen solle. Die aktuellen Massnahmen seien unverhältnismässig und nur aufgrund künstlich aufrechterhaltener Angst durchsetzbar. Diese «Gesundheitsdiktatur» müsse beendet werden.
Im Ergebnis stimmte das Parlament dem Entwurf des Bundesrates weitgehend zu, nahm aber auch einige wesentliche Ergänzungen vor. So darf der Bundesrat von seinen Befugnissen keinen Gebrauch machen, wenn das Ziel auch im ordentlichen oder dringlichen Gesetzgebungsverfahren rechtzeitig erreicht werden kann. Nicht nur die Kantone, sondern auch die Sozialpartner sind in die Erarbeitung von Massnahmen miteinzubeziehen. Die zuständigen Kommissionen des Parlaments sind zu den geplanten Verordnungen zu konsultieren. Die Ausübung des Referendumsrechts wurde erleichtert, indem die nötigen eingereichten Unterschriften nicht vor Ablauf der Referendumsfrist beglaubigt werden müssen. Im Falle einer Grenzschliessung muss der Bundesrat die Reisefreiheit von Personen, die eine besondere Beziehung zum Grenzgebiet haben, bestmöglich gewährleisten. Unternehmen, die von den Folgen der Pandemie besonders betroffen sind (insbesondere Unternehmen der Eventbranche, Schausteller, Dienstleister der Reisebranche sowie touristische Betriebe), können in Härtefällen mit Krediten oder auch mit A-Fonds-perdu-Beiträgen finanziell unterstützt werden, sofern sich die Kantone zur Hälfte an der Finanzierung beteiligen. Ein Härtefall liegt vor, wenn der Jahresumsatz unter 60 Prozent des mehrjährigen Durchschnitts liegt. Der Bund unterstützt unter bestimmten Bedingungen auch die Klubs der professionellen Ligen des schweizerischen Fussball- und Eishockeyverbands mit zinslosen Darlehen. Die Strafbestimmungen wurden entschärft, indem eine Busse nur bei vorsätzlicher, nicht aber bei fahrlässiger Zuwiderhandlung gegen eine Bestimmung ausgesprochen werden darf.

### Referendum
Am 6. Oktober 2020 lancierte der Verein «Freunde der Verfassung» das Referendum gegen das Covid-Gesetz. Am 21. Januar 2021 reichte der Verein 97'878 Unterschriften ein, von denen 90'789 gültig waren. Der Bundesrat beschloss, dass die Volksabstimmung über das Gesetz am 13. Juni 2021 stattfindet. Die Argumente Pro und Contra im Abstimmungskampf entsprachen weitgehend denjenigen während der Parlamentsdebatten. Das Referendum hatte keinen Erfolg und das Gesetz wurde mit 60,2 Prozent Zustimmung angenommen. Wäre das Gesetz abgelehnt worden, so wäre es gemäss Art. 165 Abs. 2 der Bundesverfassung am 25. September 2021 ausser Kraft getreten, inklusive die Gesetzesänderung vom 18. Dezember 2020.
Von den acht grössten Parteien unterstützten SP, EVP, GPS, Die Mitte, FDP und GLP das Gesetz. Nein sagte die EDU; die SVP beschloss Stimmfreigabe, wobei es viele abweichende Positionierungen der Kantonalsektionen gab.

## Gesetzesänderung vom 18.Dezember 2020

### Botschaft des Bundesrates
Der Bundesrat unterbreitete mit seiner Botschaft vom 18. November 2020 Vorschläge für einige Anpassungen des Covid-19-Gesetzes, um auf die zweite Welle der Pandemie reagieren zu können:
- Die Gesamtsumme für die Unterstützung von Unternehmen in Härtefällen soll auf eine Milliarde Franken erhöht werden, wobei der Bund zwei Drittel und die Kantone ein Drittel der Kosten übernehmen sollen. Um Arbeitsplätze zu sichern und Covid-19-bedingte Entlassungen zu vermeiden, sollen die Leistungen der Arbeitslosenversicherung im Bereich der Kurzarbeitsentschädigung erweitert werden; insbesondere soll der Anspruch auf Kurzarbeitsentschädigung auf befristete Arbeitsverhältnisse ausgedehnt und die Karenzfrist aufgehoben werden. Voraussetzung für eine Unterstützung bleibt, dass der Jahresumsatz eines Unternehmens unter 60 Prozent des mehrjährigen Durchschnitts liegt.
- Im Sportbereich sollen neben den professionellen neu auch den semiprofessionellen Klubs Entschädigungen für die entgangenen Ticketeinnahmen in der Höhe von 175 Millionen Franken zur Verfügung gestellt werden, davon bis zu 115 Millionen Franken als A-Fonds-perdu-Beiträge, der Rest als zinslose Darlehen. Im Gegenzug sollen die Klubs strenge Auflagen erfüllen müssen, namentlich Kürzungen der Spitzenlöhne und einen Dividendenverzicht, die Weiterführung der Junioren- und Frauenförderung auf dem bisherigen Niveau sowie eine vollständige Transparenz über die Verwendung der Gelder.
- Geringfügige Übertretungen des Epidemiengesetzes wie zum Beispiel das Nichttragen einer Gesichtsmaske sollen aufgrund einer Änderung des Ordnungsbussengesetze im Ordnungsbussenverfahren statt im ordentlichen Strafverfahren geahndet werden können.[7]

### Beratungen des Parlaments
Nationalrat und Ständerat behandelten die Vorlage in der Wintersession 2020. Zu intensiven Debatten, die erneut bis zu einer Einigungskonferenz führten, gaben insbesondere die Härtefallregelung und die Massnahmen im Sportbereich Anlass. Das Parlament folgte den Anträgen des Bundesrates, nahm aber unter anderem folgende wesentliche Änderungen und Ergänzungen vor:
- Die Finanzhilfen für Unternehmen wurden gegenüber dem Antrag des Bundesrates um 750 Millionen auf insgesamt 1,75 Milliarden Franken erhöht. Der Bund kann darüber hinaus besonders betroffenen Kantonen Zusatzbeiträge an kantonale Härtefallmassnahmen in der Höhe von höchstens 750 Millionen leisten, ohne dass sich die Kantone an diesen Zusatzbeiträgen finanziell beteiligen. Anspruch auf Unterstützung haben Unternehmen, die im Durchschnitt der Jahre 2018 und 2019 einen Umsatz von mindestens 50'000 Franken erzielt haben (der Bundesrat hatte die Schwelle in seiner Verordnung auf 100'000 Franken angesetzt). Unterstützte Unternehmen dürfen für das entsprechende Geschäftsjahr keine Dividenden und Tantiemen ausschütten sowie keine Rückerstattung von Kapitaleinlagen vornehmen.
- Die vom Bundesrat vorgeschlagenen Bedingungen für die Auszahlung von A-Fonds-perdu-Beiträgen an Sportklubs wurden mit der Bestimmung ergänzt, dass ein Klub das durchschnittliche Einkommen seiner Angestellten um mindestens 20 Prozent gegenüber dem Einkommen in der Saison 2018/2019 oder auf Gesuch hin gegenüber dem Einkommen am Stichtag des 13. März 2020 senken muss. Das Einkommen darf in den nächsten fünf Jahren höchstens im Umfang der Erhöhung des Landesindexes der Konsumentenpreise steigen. Der Bundesrat kann in besonderen Fällen Ausnahmen vorsehen.
- Die Entschädigung für Kurzarbeit, die gemäss Arbeitslosengesetz 80 Prozent beträgt, wird für Personen mit geringem Einkommen (bis 3470 Franken) vorübergehend auf 100 Prozent erhöht.

Die Gesetzesänderung wurde am 18. Dezember 2020 in den Schlussabstimmungen vom Nationalrat mit 185 zu 7 Stimmen bei 3 Enthaltungen und vom Ständerat mit 42 gegen 0 Stimmen angenommen. Die Gesetzesänderung wurde als dringlich erklärt und trat am folgenden Tag in Kraft. Wäre das Referendum gegen das Gesetz in der Fassung vom 25. September 2020 erfolgreich gewesen, so wäre auch die Änderung vom 18. Dezember 2020 am 25. September 2021 ausser Kraft getreten.

## Gesetzesänderung vom 19.März 2021

### Botschaft des Bundesrates
Aufgrund der Entwicklung der Pandemie präsentierte der Bundesrat dem Parlament am 17. Februar 2021 erneut einen Entwurf zur Änderung des Covid-Gesetzes:
- Die Mittel für die kantonalen Härtefallprogramme für die von der Pandemie besonders betroffenen Unternehmen sollen von 7,5 auf 10 Milliarden Franken aufgestockt werden. Der Bund übernimmt einen Anteil von 70 Prozent der Finanzierung von Härtefallmassnahmen zugunsten von Unternehmen mit einem Jahresumsatz bis 5 Millionen Franken und von 100 Prozent zugunsten von Unternehmen mit einem Jahresumsatz von über 5 Millionen Franken.
- Im Bereich der Arbeitslosenversicherung soll die Auszahlung von Taggeldern gegenüber der Regelung im Arbeitslosenversicherungsgesetz um drei Monate verlängert werden; dies entspricht 66 Taggeldern.
- Die Bewilligung von Entschädigungen für Kurzarbeit soll bis Ende 2021 statt für drei für sechs Monate gültig sein. Der Bundesrat soll die Kompetenz erhalten, die Höchstbezugsdauer für Kurzarbeitsentschädigungen (KAE) auf 24 Monate zu verlängern, sollte sich die wirtschaftliche Lage bis in den Sommer 2021 nicht verbessern. Der Bund übernimmt für die Arbeitslosenversicherung die Kosten für die KAE im Jahre 2021. Der Bundesrat sah davon ab, eine Verlängerung der auf Ende März 2021 befristeten Erhöhung der KAE für niedrige Einkommen zu beantragen. Eine Weiterführung hätte eine Verlängerung der Ungleichbehandlung zwischen KAE-Beziehenden und arbeitslosen Personen zur Folge, da Letztere in jedem Fall höchstens 80 Prozent ihres versicherten Verdienstes als Taggeld erhalten.
- Der Bund soll Beiträge an kantonale Finanzhilfen für den Ausfall von Elternbeiträgen für die familienergänzende Kinderbetreuung nicht wie bisher nur für private Institutionen, sondern auch für durch die öffentliche Hand geführte Institutionen ausrichten. Die Beteiligung des Bundes beträgt 33 Prozent.[9]

### Beratungen des Parlaments
Nationalrat und Ständerat behandelten die Vorlage in der Frühjahrssession 2021; kontroverse Debatten führten erneut bis zu einer Einigungskonferenz. Das Parlament folgte den Anträgen des Bundesrates, nahm aber unter anderem folgende wesentliche Änderungen und Ergänzungen vor:
- Das Gesetz wurde mit Grundsätzen ergänzt, an die sich der Bundesrat zu halten hat. Er soll seine «Strategie auf die mildest- und kürzestmögliche Einschränkung des wirtschaftlichen und gesellschaftlichen Zusammenseins» ausrichten (Art. 1 Abs. 2bis). Er soll neben der epidemiologischen Lage auch die wirtschaftlichen und gesellschaftlichen Konsequenzen in seine Entscheidungen miteinbeziehen (Art. 1a).
- Geimpften Personen wird grundsätzlich keine Quarantäne auferlegt; der Bundesrat kann Ausnahmen vorsehen.
- Es wird die rechtliche Grundlage für ein Zertifikat als Impf-, Test- oder Genesungsnachweis geschaffen.
- Der Bund kann sich an nicht gedeckten Kosten von Veranstaltern von Publikumsanlässen von überkantonaler Bedeutung zwischen dem 1. Juni 2021 und dem 30. April 2022 beteiligen, die wegen der Covid-19-Epidemie aufgrund behördlicher Anordnung abgesagt oder verschoben werden.
- Unternehmen, die Härtefallhilfen erhalten, dürfen nicht wie bisher nur für das entsprechende Geschäftsjahr, sondern auch in den drei darauf folgenden Jahren keine Dividenden und Tantiemen ausschütten sowie keine Rückerstattung von Kapitaleinlagen vornehmen.

Die Gesetzesänderung wurde am 19. März 2021 in den Schlussabstimmungen im Ständerat einstimmig und im Nationalrat mit 169 zu 13 Stimmen bei 13 Enthaltungen angenommen. Die Gesetzesänderung wurde als dringlich erklärt und am Folgetag in Kraft gesetzt. Die Gegenstimmen und Enthaltungen im Nationalrat stammten von Mitgliedern der SVP-Fraktion.

### Referendum
Am 17. August 2021 gab die Bundeskanzlei das Zustandekommen des Referendums gegen die Gesetzesänderung vom 19. März 2021 mit 74'469 gültigen eingereichten Unterschriften bekannt. Der Bundesrat legte am 30. Juni 2021 den 28. November 2021 als Abstimmungstermin fest. Die Gegner des Gesetzes kritisierten im Wesentlichen, das Gesetz sei eine «Diskriminierung von Ungeimpften», spalte die Gesellschaft, erlaube eine «elektronische Massen-Überwachung der Bürger», bewirke einen indirekten Impfzwang und führe zu einer «Gesundheitsdiktatur». Bundesrat und Parlament empfahlen die Annahme der Gesetzesänderung, weil sie erlaube, Menschen und Unternehmen besser zu schützen. Die Anpassungen vom März 2021 würden die wichtige wirtschaftliche Hilfe ausbauen und Unterstützungslücken schliessen. Das Covid-Zertifikat vereinfache Auslandsreisen und ermögliche die Durchführung bestimmter Veranstaltungen. Die Regierung sprach sich im Oktober 2021 gegen eine Aufhebung der Massnahmen aus; begründet wurde dies mit einer hohen Inzidenz und Auslastung der Intensivbetten, bei gleichzeitig (im westeuropäischen Vergleich) niedrigen Impfquote von lediglich 62 Prozent.
Die SVP und die EDU lehnten die Änderung des Covid-19-Gesetzes ab; die SP, die EVP, Die Mitte, die Grünen, die FDP sowie die glp haben die Ja-Parole beschlossen.
In der Volksabstimmung vom 28. November 2021 war das Referendum nicht erfolgreich; die Gesetzesänderung wurde von 62,01 Prozent der Stimmenden bei einer für schweizerische Verhältnisse hohen Stimmbeteiligung von 65,72 Prozent angenommen. Nein-Mehrheiten gab es nur in den Kantonen Schwyz und Appenzell Innerrhoden.
Die Abstimmung vom 28. November 2021 bezog sich nur auf die Änderung des Covid-19-Gesetzes vom 19. März 2021. Die restlichen Bestimmungen des Gesetzes wären auch bei einer Ablehnung der Gesetzesänderung in Kraft geblieben. Falls die Änderungen vom 19. März 2021 abgelehnt worden wären, wären sie ein Jahr später ausser Kraft gesetzt worden, also am 19. März 2022.

## Gesetzesänderung vom 18.Juni 2021

### Botschaft des Bundesrates
Mit seiner Botschaft vom 12. Mai 2021 schlug der Bundesrat erneut Änderungen des Gesetzes vor. Dabei handelte es sich um eine Verlängerung der Geltungsdauer der bis zum 30. Juni 2021 befristeten Regelung der Erwerbsausfallentschädigungen bis Ende 2021, weil auch weiterhin Erwerbsausfälle aufgrund behördlich angeordneter Massnahmen zu erwarten seien. Ebenfalls sollten die am 30. Juni 2021 auslaufenden A-Fonds-perdu-Beiträge für semiprofessionelle und professionelle Sportklubs bis Ende 2021 weiter ausbezahlt werden können, weil die Beschränkungen der Zuschauerzahl für Spiele der betroffenen Klubs voraussichtlich in der zweiten Hälfte des Jahres 2021 andauern würden. Die im Gesetz vorgesehene Obergrenze von 115 Millionen Franken werde voraussichtlich nicht genügen; daher sollte diese Grenze gestrichen und die erforderlichen Mittel dem Parlament im Rahmen von Nachtragskrediten beantragt werden.

### Beratungen des Parlaments
Die Beratungen von Nationalrat und Ständerat führten in der Sommersession 2021 erneut bis zu einer Einigungskonferenz. Das Parlament folgte den Anträgen des Bundesrates, verlängerte aber zusätzlich die Geltungsdauer der Erleichterungen für die elektronische Durchführung von Generalversammlungen von Gesellschaften.
Zudem wurde im Sinne einer Verpflichtung des Bundesrates zu einer Öffnungs- und Normalisierungsstrategie als Grundsatz im Gesetz festgeschrieben, dass die Kapazitätsbeschränkungen für öffentlich zugängliche Einrichtungen und Betriebe sowie Veranstaltungen und private Zusammenkünfte aufzuheben sind, sobald der impfwillige erwachsene Teil der Bevölkerung ausreichend geimpft sind. Ein weitergehender, vom Ständerat in drei Beratungen unterstützter Antrag, Inhaber des Covid-Zertifikats von Zugangsbeschränkungen für öffentliche Einrichtungen und Betriebe sowie Veranstaltungen generell und sofort zu befreien, wurde erst am Ende der Differenzbereinigung durch die Einigungskonferenz abgelehnt.
Ein Antrag aus der SVP-Fraktion für eine Beschränkung der Verwendung des Covid-Zertifikats auf den internationalen Reiseverkehr, Grossveranstaltungen in Innenräumen mit mehr als 5000 Teilnehmern sowie Diskotheken und Tanzveranstaltungen wurde vom Nationalrat abgelehnt; ebenso Anträge für Aufhebung der Maskentragpflicht und für Auflösung der Covid-Task Force.
Die Gesetzesänderung wurde am 18. Juni 2021 in den Schlussabstimmungen vom Nationalrat mit 174 zu 18 Stimmen bei 3 Enthaltungen und vom Ständerat mit 44 gegen 0 Stimmen angenommen. Die Gesetzesänderung wurde als dringlich erklärt und trat am folgenden Tag in Kraft.

## Gesetzesänderung vom 17.Dezember 2021

### Botschaft des Bundesrates
Aufgrund der unsicheren Entwicklung der COVID-19-Pandemie schlug der Bundesrat dem Parlament mit seiner Botschaft vom 27. Oktober 2021 eine Verlängerung der Geltungsdauer zahlreicher Artikel des Covid-19-Gesetzes vor; denn mit Ausnahme einiger Einzelbestimmungen war das Covid-Gesetz bis zum 31. Dezember 2021 befristet. Nicht notwendig war eine Verlängerung von Artikel 6a, der die rechtliche Grundlage für das Covid-Zertifikat darstellt und bis Ende 2022 gültig ist. Der Bundesrat schlug keine Verlängerung der Geltungsdauer der Bestimmungen zu den Härtefällen (Artikel 12) und zur Arbeitslosenversicherung (Artikel 17) vor. Hier sollte das Zepter den Kantonen übergeben werden. Die A-Fonds-perdu-Beiträge für professionelle und semiprofessionelle Klubs sollten lediglich bis Ende Juni 2022 verlängert werden. Der Bundesrat beantragte ferner die Verlängerung der Geltungsdauer der Art. 60, Art. 60a, Art. 62a, Art. 80 Absatz 1 Buchstabe f und Art. 83 Absatz 1 Buchstabe n des Epidemiengesetzes, die das Contact-Tracing (Proximity-Tracing-System) betreffen. Ebenfalls verlängert sollte eine Rechtsnorm des Ordnungsbussengesetzes werden, die den kantonalen Polizeibehörden erlaubt, geringfügige Verstösse gegen gesundheitspolizeiliche Massnahmen effizienter ahnden zu können.

### Beratungen des Parlaments
Die Notwendigkeit einer Verlängerung der Geltungsdauer wichtiger Gesetzesbestimmungen stand fraktionsübergreifend ausser Frage. Einzig die Dauer der Verlängerung war Gegenstand der Debatte. Die vorberatenden Kommissionen beantragten wie auch der Entwurf des Bundesrates für die meisten Bestimmungen eine Verlängerung bis Ende 2022, die SVP- und Vertreter der FDP. Die Liberalen-Fraktion hingegen eine Verlängerung nur bis Ende Juni 2022. Sowohl die Anträge, die eine Reduktion der Verlängerungsdauer, als auch die, die eine Einschränkung des gesetzlichen Wirkungskreises forderten, hatten aber keinen Erfolg.
Wie schon bei den vorangegangenen Änderungen des Covid-19-Gesetzes führte die Beratung bis zur Einigungskonferenz, da National- und Ständerat sich nicht einig darüber waren, ob vom Bund abgeschlossene Impfverträge veröffentlicht werden sollen und ob der Bundesrat in die Entscheidungshoheit der Kantone eingreifen darf, um Kapazitäten für die Behandlung von Patienten sicherstellen zu können. Beide Bestimmungen wurden in der Einigungskonferenz verworfen, denn obgleich ein Bedürfnis nach Transparenz in der Bevölkerung herrsche, könne die Einsicht der Verträge schon heute mit dem Öffentlichkeitsgesetz reklamiert werden. Der Artikel, der dem Bundesrat den Eingriff in die Entscheidungshoheit der Kantone erlaubt hätte, wurde gestrichen. Jedoch wurde das Gesetz dahingehend ergänzt, dass die Kantone verpflichtet sind, ausreichende Intensivkapazitäten sicherzustellen.
Das Parlament verlängerte die Geltungsdauer der meisten Regelungen bis Ende 2022, auch die Bestimmungen zu den Härtefällen und zur Arbeitslosenversicherung, die der Bundesrat nicht verlängern wollte. Die Corona-Hilfen für den Sport wurden gemäss Antrag des Bundesrates nur bis zum Ende der laufenden Saison, also bis Ende Juni 2022 verlängert. Zugleich gab es auch materielle Änderungen: Der Bund muss neu alle Antigen-Schnelltests, PCR-Pooltests sowie Einzel-PCR-Tests für symptomatische Personen bezahlen. Nicht bezahlt werden Schnelltests, Antikörpertests sowie Einzel-PCR-Tests für asymptomatische Personen. Erstere spielten keine entscheidende Rolle bei der Pandemiebekämpfung und Einzel-PCR-Tests überlasteten die Labore.
In den Schlussabstimmungen vom 17. Dezember 2021 wurde die Gesetzesänderung vom Nationalrat mit 151 zu 38 Stimmen bei 6 Enthaltungen (die Nein-Stimmen und Enthaltungen kamen aus der Fraktion der SVP) und vom Ständerat mit 37 zu 0 Stimmen bei 6 Enthaltungen angenommen; die Gesetzesänderung wurde erneut dringlich erklärt.

## Gesetzesänderung vom 16.Dezember 2022

### Botschaft des Bundesrates
Gemäss dem Covid-19-Gesetz in der Fassung vom 17. Dezember 2021 endete die Geltungsdauer seiner meisten Bestimmungen am 31. Dezember 2022. Weil dem Bundesrat die weitere Entwicklung schwer abschätzbar erschien und er mit der Möglichkeit weiterer Wellen rechnete, unterbreitete er dem Parlament mit Botschaft vom 3. Juni 2022 Anträge für eine befristete Verlängerung einzelner Bestimmungen des Covid-19-Gesetzes bis zum Sommer 2024. Weitergeführt werden sollte die Zuständigkeit des Bundesrates für die Versorgung mit wichtigen medizinischen Gütern, insbesondere für die Förderung der Entwicklung von Covid-19-Arzneimitteln, die Verpflichtung der Kantone zur Bereitstellung von Kapazitätsreserven in der Gesundheitsversorgung und die internationale Kompatibilität der Covid-19-Zertifikate. Dagegen wollte der Bundesrat die Regelung betreffend die Übernahme der Testkosten anpassen, indem ab 1. Januar 2023 nicht mehr der Bund, sondern die Kantone für die Finanzierung der Testkosten aufkommen müssen. Um keinen Unterbruch der Geltungsdauer der weiter geltenden Teile des Gesetzes zu riskieren, beantragte der Bundesrat, die Gesetzesänderung erneut dringlich zu erklären.

### Beratungen des Parlaments
Nationalrat und Ständerat folgten in ihren Beratungen in der Herbst- und Wintersession 2022 weitgehend den Anträgen des Bundesrates, mit Ausnahme der Regelung der Übernahme der Testkosten. Es obsiegte nach einigem Hin und Her zwischen den Räten die Lösung, dass das bisherige Testregime bereits Ende 2022 aufgehoben wird, d. h., dass die Kosten medizinisch begründeter Tests durch die Krankenkassen und anderer Tests privat übernommen werden müssen.
In den Schlussabstimmungen vom 16. Dezember 2022 wurde die Gesetzesänderung vom Nationalrat mit 140 zu 50 Stimmen bei 6 Enthaltungen und vom Ständerat mit 39 Stimmen gegen 1 Stimme bei 4 Enthaltungen angenommen; die Gesetzesänderung wurde erneut dringlich erklärt. Die Nein-Stimmen und Enthaltungen kamen aus der SVP-Fraktion; ausserdem stimmten im Nationalrat 2 Abgeordnete der Fraktion der FDP-Liberalen gegen das Gesetz und im Ständerat enthielt sich ein Abgeordneter der Fraktion der Mitte der Stimme.

### Referendum
Am Vorabend der Schlussabstimmungen im Parlament kündete der Verein Mass-voll! an, gegen das Gesetz das Referendum ergreifen zu wollen. Am 4. April 2023 erklärte die Bundeskanzlei, dass das Referendum mit 56'184 gültigen Unterschriften zustande gekommen sei. Die Volksabstimmung erfolgte am 18. Juni 2023, das Referendum war nicht erfolgreich; die Vorlage wurde mit 61,9 % angenommen.

## Verfassungsrechtliche Diskussionen
Im Zentrum der juristischen Diskussion über die Verfassungsmässigkeit des Covid-19-Gesetzes steht die Frage, ob es mit Art. 164 der Bundesverfassung (BV) im Einklang ist. Art. 164 Abs. 1 Satz 1 BV hält fest: «Alle wichtigen rechtsetzenden Bestimmungen sind in der Form des Bundesgesetzes zu erlassen.» Juristen wie Andreas Kley (Professor für Öffentliches Recht an der Universität Zürich) vertreten die Ansicht, dass das Covid-19-Gesetz diese Anforderung nicht erfülle. Dieser Umstand zeige sich schon im Titel des Gesetzes Bundesgesetz über die gesetzlichen Grundlagen für Verordnungen des Bundesrates zur Bewältigung der Covid-19-Epidemie, der inhaltsarm und pleonastisch sei, «denn was sollte ein Bundesgesetz anderes tun, als gesetzliche Grundlagen zu schaffen»? Mit dem Covid-19-Gesetz übernehme die Bundesversammlung die Regeln des Bundesrates und überlasse ihm die inhaltliche Ausgestaltung, obgleich die Gesetzgebung die Kernaufgabe des Parlaments wäre. Diese (unzulässige) Delegation äussere sich schon im Ingress, in dem 16 Verfassungsnormen stehen, die das Gesetz legitimieren. Kley schrieb deswegen:

„Der Ingress des Covid-19-Gesetzes zeigt, dass es ein Kompetenzpaket schnürt. Die Bundesversammlung legt dieses Kompetenzpaket in die Hände des Bundesrates. Im Gesetz heisst es immer wieder ‹Der Bundesrat kann, kann, kann. . .›“

Es diene lediglich dazu, gesetzliche Grundlagen für schon bestehende Verordnungen zu schaffen – jedoch hätten Gesetze nach Kleys Erachten darüber hinauszugehen. Die Schaffung einer gesetzlichen Grundlage war notwendig, weil Verordnungen, die keine gesetzliche Grundlage haben und somit direkt auf die Bundesverfassung (Art. 185 Abs. 3) gestützt sind («Notverordnungen»), eine maximale Gültigkeitsdauer von sechs Monaten besitzen. Damit sie in Kraft bleiben können, muss der Bundesrat der Bundesversammlung einen Entwurf einer gesetzlichen Grundlage für den Inhalt der Verordnung unterbreiten (Art. 7d Abs. 2 Bst. a Ziff. 1 RVOG). Dass die Bundesversammlung das Gesetz verabschiedet hat, verletze weiter Art. 185 der Bundesverfassung, so Kley. Denn Art. 185 hält fest, dass Notverordnungen befristet sein müssen. Die Bundesversammlung sei aber nicht befugt, dies «mit einem blossen Bundesgesetz zu erweitern»; dafür müsse die Verfassung revidiert werden.
Diese Meinung vertreten nicht alle Rechtswissenschaftler; die juristischen Bewertungen gehen weit auseinander. Die emeritierten Professoren für Öffentliches Recht Georg Müller und René Rhinow waren nicht der Ansicht, es handle sich lediglich um ein Ermächtigungsgesetz, und teilten die Bedenken Kleys nicht.

„Die von Andreas Kley kritisierten «Kann-Vorschriften» werden durch
Grundsätze für die Ausübung der dem Bundesrat übertragenen
Befugnisse präzisiert. So legt es unter anderem fest, dass der Bundesrat
von seinen Befugnissen zur Bewältigung der Covid-19-Epidemie keinen
Gebrauch machen darf, wenn das Ziel auch im ordentlichen oder
dringlichen Gesetzgebungsverfahren rechtzeitig erreicht werden kann“

Der Bundesrat richte sich in Art. 1 des Covid-19-Gesetzes, der den Gegenstand sowie die Grundsätze des Gesetzes festlegt, nach den zentralen Prinzipien Subsidiarität, Verhältnismässigkeit und Wirksamkeit. Ihm werde auferlegt, Kriterien sowie Richtwerte für seine Massnahmen festzuhalten und nicht nur die epidemiologische Lage, sondern auch ökonomische und gesellschaftliche Auswirkungen der Eingriffe in den Entscheidungsprozess einfliessen zu lassen. – All das spreche für Verfassungsmässigkeit. Während einer Krise müsse die Exekutive aufgrund rascher Situationsänderungen schnell agieren können und flexibel sein, um adäquat auf die Situation reagieren zu können. Um dem gerecht werden zu können, müsse der Bundesrat die Möglichkeit haben, auf dem Verordnungsweg Massnahmen erlassen zu können. Das Gesetzgebungsverfahren könne dafür nicht herhalten, da es zu lange dauere.